# (18106) Blume
Pour les articles homonymes, voir Blume.
(18106) Blume est un astéroïde Amor découvert le 4 juillet 2000 par le programme LONEOS à la station Anderson Mesa.

## Caractéristiques
Sa distance minimale d'intersection de l'orbite terrestre est de 0,194 019 ua.